# Olle Ludvigsson
Olle Ludvigsson (ur. 28 października 1948 w Hälsö) – szwedzki polityk i związkowiec, poseł do Parlamentu Europejskiego VII i VIII kadencji.

## Życiorys
Z wykształcenia mechanik, ukończył szkołę zawodową w Mölndal. Od 1968 zatrudniony w Volvo Car Corporation, zajął się też działalnością związkową w ramach Industrifacket Metall. Od 1983 do 1988 był wiceprezesem zarządu Volvo, a następnie do 2009 członkiem zarządu, reprezentującym pracowników koncernu. W 1992 został przedstawicielem branżowego związku zawodowego w Szwedzkiej Konfederacji Związków Zawodowych (LO).
W wyborach w 2009 z listy Szwedzkiej Socjaldemokratycznej Partii Robotniczej uzyskał mandat posła do Parlamentu Europejskiego. W PE VII kadencji przystąpił do grupy Postępowego Sojuszu Socjalistów i Demokratów oraz do Komisji Zatrudnienia i Spraw Socjalnych. W 2014 z powodzeniem ubiegał się o reelekcję.